# 이재윤 (작가)
이재윤은 대한민국의 드라마 작가이다.

## 극본

### 드라마
- 2009년  MBC 주말미니시리즈 《탐나는도다》(집필)
- 2013년  웹드라마 《SNS 드라마 무한동력》(집필)
- 2015년  MBC 드라마넷 금토드라마 《나의 유감스러운 남자친구》(집필)
- 2018년  SBS 드라마스페셜 《훈남정음》(집필)
- 2021년  tvN 월화드라마 《어사와 조이》(집필)

### 도서
- 2014년 소설 《백프로》

### 영화
- 2006년  영화 《원탁의 천사》(각색)
- 2007년  영화 《허브》(각본)
- 2007년  영화 《싸움》(각색)
- 2014년  영화 《백프로》(각본)
- 2014년  영화 《레드카펫》(각색)
- 2016년  영화 《엽기적인 그녀 2》(각색)
- 2019년  영화 《걸캅스》(원안)

## 수상
- 2010년  부산영상위원회 부산 시나리오 공모전 우수상